# Circuit intégré 7421

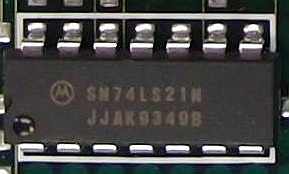
Circuit intégré 7421 (Motorola SN74LS21N)

Le circuit intégré électronique 7421 fait partie de la série des circuits intégrés 7400 utilisant la technologie TTL.
Ce circuit est composé de deux portes logiques indépendantes ET à quatre entrées.